# Tubaran
Tubaran is een gemeente in de Filipijnse provincie Lanao del Sur in het noorden van het eiland Mindanao. Bij de laatste census in 2007 had de gemeente ruim 20 duizend inwoners.

## Geografie

### Bestuurlijke indeling
Tubaran is onderverdeeld in de volgende 21 barangays:
| - Alog - Bagiangun - Beta - Campo - Datumanong - Dinaigan - Gadongan - Gaput - Guiarong - Madaya - Malaganding | - Metadicop - Mindamudag - Pagalamatan - Paigoay-Pimbataan - Poblacion - Polo - Riantaran - Tangcal - Tubaran Proper - Wago |

## Demografie
Tubaran had bij de census van 2007 een inwoneraantal van 20.358 mensen. Dit zijn 9.337 mensen (84,7%) meer dan bij de vorige census van 2000. De gemiddelde jaarlijkse groei komt daarmee uit op 8,83%, hetgeen veel hoger is dan het landelijk jaarlijks gemiddelde over deze periode (2,04%). Vergeleken met de census van 1995 is het aantal mensen met 10.741 (111,7%) toegenomen.

De bevolkingsdichtheid van Tubaran was ten tijde van de laatste census, met 20.358 inwoners op 435 km², 46,8 mensen per km².